# Thomas Assheton Smith (1752-1828)
Pour les articles homonymes, voir Thomas Smith (homonymie).
Thomas Assheton Smith (l'aîné) (1752 - 12 mai 1828) est un propriétaire foncier anglais et un sportif polyvalent qui joue un rôle majeur dans le développement de l'industrie de l'ardoise galloise.

## Biographie
Il est le fils aîné de Thomas Assheton d'Ashley, Mobberley dans le Cheshire, qui a ajouté «Smith» à son nom de famille lorsqu'il hérite des domaines Vaynol (Caernarvonshire) et Tidworth (alors dans le Hampshire) de son oncle, William Smith .
Il est haut shérif du Caernarfonshire pour 1774–75 et 1783–84 et haut shérif d'Anglesey pour 1784–85. Il est député de Caernarvonshire de 1774 à 1780 et également député de l'arrondissement anglais d'Andover, Hampshire entre 1797 et 1821. Il est Lord Lieutenant du Caernarvonshire de 1822 jusqu'à sa mort .
En 1806, il incite le Parlement à adopter une loi englobant les terres communes de la paroisse de Llanddeiniolen, ajoutant plus de 2 600 acres à ses propriétés foncières et lui donnant le droit de seigneur du manoir sur l'ardoise sur les communs. Il réprime les émeutes qui résistent à l'exercice de ses nouveaux droits de contrôle sur les communs avec le soutien d'une unité de cavalerie . En 1809, il prend le contrôle de l'exploitation de l'ardoise sur son domaine, formant une société de quatre personnes sous sa présidence. L'entreprise est ensuite dissoute et il prend le contrôle exclusif de l'entreprise. En 1826, la carrière de Dinorwic emploie 800 hommes et produit 20 000 tonnes d'ardoise par an. Assheton Smith développe Port Dinorwic (Y Felinheli) comme port pour l'exportation des ardoises.

## Cricket
Thomas Assheton Smith est un sportif passionné et est particulièrement connu pour son implication dans le cricket. Il est un ami proche de George Finch (9e comte de Winchilsea) et est l'un des principaux mécènes du cricket après la création du Marylebone Cricket Club (MCC) en 1787. Smith n'est pas un bon joueur, contrairement à son fils, mais il est connu pour avoir participé à 45 matchs majeurs entre les saisons 1787 et 1796. Dans les tableaux de bord contemporains, il est généralement représenté comme «A Smith, Esq». alors que son fils est généralement enregistré sous le nom de «TA Smith, Esq».

## Famille
Assheton Smith épouse Elizabeth Wynn, fille de Watkin Wynn de Foelas. Son fils aîné, John, est expulsé de la famille après avoir épousé une servante et est ensuite effacé de leurs registres familiaux. Le troisième fils d'Assheton Smith, William, participe à la Bataille de Trafalgar sur le HMS Temeraire mais meurt noyé en 1806 . Il a aussi cinq filles.
Il meurt à Tidworth en 1828, et les domaines de Tidworth et de Vaynol passent à son deuxième fils homonyme, Thomas Assheton Smith (1776–1858), qui est également un joueur de cricket amateur et un sportif polyvalent.